# Xyloryctes jamaicensis
Xyloryctes jamaicensis är en skalbaggsart som beskrevs av Dru Drury 1773. Xyloryctes jamaicensis ingår i släktet Xyloryctes och familjen Dynastidae. Inga underarter finns listade i Catalogue of Life.